# П'єраніка
П'єраніка (італ. Pieranica) — муніципалітет в Італії, у регіоні Ломбардія,  провінція Кремона.
П'єраніка розташовані на відстані близько 460 км на північний захід від Рима, 34 км на схід від Мілана, 50 км на північний захід від Кремони.
Населення — 1182 особи (2014).
Щорічний фестиваль відбувається 3 лютого. Покровитель — святий Власій.

## Демографія
Населення за роками:

Станом на 1 січня 2023 року в муніципалітеті офіційно проживали 62 іноземці з 13 країн, серед них 34 громадяни країн Євросоюзу та 2 громадяни України.

## Сусідні муніципалітети
- Капральба
- Куїнтано
- Торліно-Вімеркаті